# 諏訪敦彦
諏訪 敦彦（すわ のぶひろ、1960年5月28日 - ）は、日本の映画監督。即興的演出技法という独特のスタイルで知られる。母校である東京造形大学学長を2008年から2013年まで務めた。東京藝術大学教授。

## 来歴
広島県広島市佐伯区出身。広島市立五日市中学校～広島県立廿日市高等学校卒業後、かわなかのぶひろの影響で東京造形大学デザイン学科に入学。大学在学中からインディペンデント映画を製作。
卒業後、石井聰亙や山本政志、松井良彦、山川直人らの作品に携わる傍ら、テレビドキュメンタリーの演出を手がける。1985年『はなされるGANG』で、ぴあフィルムフェスティバル入選。
1981年から数年にわたっては、映画の自主制作運動の拡大を目指して、この時期に参加していた自主制作映画を中心とする多数の作品の上映会を企画。この時のスタッフたちはQMF(Quest Movie Factory)とよばれ、1982年からは広島を拠点として自主映画の制作を活発に行なうようになる。
1996年に『2/デュオ』で長編映画監督デビュー。シナリオなしの即興演出は、国内より海外で高い評価を受けた。
1999年には『M/OTHER』で、第52回カンヌ国際映画祭の国際批評家連盟賞を審査員全員一致で受賞。第14回高崎映画祭最優秀作品賞、第54回毎日映画コンクール脚本賞を受賞。ちなみに助監督を務めていたのは西川美和。
また、アメリカのドキュメンタリー映画監督のロバート・クレーマーを師とあおぎ、1999年の彼の死の直前まで、広島を舞台にした共同製作作品の構想を練っていた。
2000年の第3作『H story』（主演：町田康）では、アラン・レネ監督の『二十四時間の情事』（原題 Hirosima mon amour ヒロシマ・モナムール）をリメイク。故郷・広島をテーマにしたヌーヴェルヴァーグの代表作をリメイクするという大胆な試みが注目された。
また、この年には石井聰亙監督作品『五条霊戦記 GOJOE』に、原案、俳優として参加している。
2002年、文化庁新進芸術家在外研修員としてパリに留学。2002年4月1日、母校である東京造形大学に着任。
2005年の『不完全なふたり』では、フランス人キャスト・スタッフで製作。第58回ロカルノ国際映画祭の国際コンペティション部門で準グランプリにあたる審査員特別賞を受賞した。
2006年には、フランスのオムニバス映画『パリ、ジュテーム』に参加。パリ2区を舞台にした「ヴィクトワール広場」を、脚本・絵コンテまで用意して撮影した。『パリ、ジュテーム』は、第59回カンヌ国際映画祭のある視点部門オープニング上映作品となった。
2008年4月1日、東京造形大学学長に就任。
2009年、イポリット・ジラルドとの共同監督による『ユキとニナ』が第62回カンヌ国際映画祭に出品される。
2013年、病の療養のために東京造形大学学長を退任。
2020年、『風の電話』で第70回ベルリン国際映画祭国際審査員特別賞、第71回芸術選奨文部科学大臣賞を受賞。

## フィルモグラフィー

### 長編映画
- 2/デュオ（1997年）
- M/OTHER（フランス語版）(1999年）
- H story（英語版）（2001年）
- 不完全なふたり（2005年）
- ユキとニナ（2009年）
- ライオンは今夜死ぬ（フランス語版）（2017年）
- 風の電話（2020年）
- 走れない人の走り方（2024年）[6] (出演)

### 短篇映画
- A Letter from Hiroshima (2002年) - オムニバス『After War』の一篇
- ヴィクトワール広場（2006年） - オムニバス映画『パリ、ジュテーム』の一編
- 黒髪（2010年）
- 世界の質量 (2016年)
- アルビオンスキンコンディショナー エッセンシャル45周年 ショートムービー (2018年)

### テレビ
- ハリウッドを駈けた怪優/異端の人・上山草人（1995年、東日本放送）